# Pako 2
Pako 2 est un jeu vidéo développé et édité par Tree Men Games. Pako 2 est sorti le 16 novembre 2017 pour macOS et Microsoft Windows et plus tard publié sur Android et iOS le 31 janvier 2018.

## Accueil
Pako 2 a reçu un score de 80 sur 100 sur Metacritic. 